# APICS
APICS je americká nezisková organizace, která usiluje o zvyšování odborné úrovně jednotlivců i podniků v oblasti řízení výroby a produkování služeb. Dělá to formou doplňkového vzdělávání a školení, kvalitními tištěnými i elektronickými publikacemi a mezinárodně uznávanými certifikacemi, za podpory celosvětově rozšířené členské základny profesionálů z průmyslu. Má asi 43 000 členů (jednotlivců i podniků) ve více než 200 zemích světa a přes 300 mezinárodních partnerů. Je známá a uznávaná odbornou veřejností na celém světě.

## Historie
Společnost APICS byla založena v roce 1957 a její název byl zkratkou z American Production and Inventory Control Society (Americká společnost pro řízení výroby a zásob). Za půl století se slovo APICS stalo pojmem samo o sobě a společnost už původní vysvětlení zkratky nepoužívá. Je-li potřeba širší pojmenování, označuje se jako APICS The Association for Operations Management (Asociace pro operační management). Některé místní organizace (tzv. APICS Chapters v USA) navíc dávají původnímu akronymu nový význam: Advancing Productivity, Innovation and Competitive Success (zvyšování produktivity, inovací a úspěchu v soutěži s konkurencí).
Slovník APICS Dictionary, který se stal uznávaným standardem odborných pojmů a definic, vyšel poprvé v roce 1963. V současnosti je k dispozici už jeho 15. vydání. V roce 1973 APICS začal vydávat svůj první certifikát – CPIM. V roce 1991 přibyl certifikát CIRM a od roku 2006 se vydává certifikace CSCP. Certifikační program CIRM byl v roce 2008 ukončen, ale titul je stále uznáván. Od 90. let APICS také vydává vlastní magazín.
Různé publikace APICS se považují za cenné zdroje informací a v odborných dílech jsou často citovány (viz například reference).

## APICS Dictionary
APICS Dictionary je systematicky doplňovaný a aktualizovaný výkladový slovník anglických pojmů z oboru, jímž se APICS zabývá, tedy z řízení výroby a produkování služeb. Obsahuje v angličtině zavedené pojmy a uznávané definice, jichž se drží jak autoři odborných publikací, tak i výrobci informačních systémů pokrývajících funkce z dané oblasti. Je to důležitý nástroj komunikace celé odborné komunity.
V odborné češtině tak jednoznačně zavedené pojmy neexistují. Nezbytné překlady z angličtiny tudíž závisejí na rozhodnutí jednotlivých překladatelů, což vede k tomu, že současná česká terminologie má v řadě případů pro tentýž pojem více různých názvů. O tom, jak správně překládat třeba 'operations management', se pak občas polemizuje v článcích, jejichž závěrů si ovšem už málokdo všimne (kromě studentů pana profesora).
Jediný existující český výkladový slovník s vazbou na terminologii APICS Dictionary z roku 2000 přišel pozdě, nebyl už dále aktualizován a prakticky se neujal.

## Certifikáty APICS
Kdo se chce v daném oboru stát dobrým odborníkem, potřebuje dvě věci: vzdělání (školení, vlastní studium, bakalářský diplom) a zkušenosti. K tomu navíc je možné projít přípravou podle osnov APICS, složit potřebné zkoušky a získat certifikát potvrzující získané znalosti. APICS nabízí dva certifikační programy, které mají ve světě dobrý zvuk:
- CPIM:    APICS Certified in Production and Inventory Management, česky (odborník) Certifikovaný v řízení výroby a zásob
- CSCP:   APICS Certified Supply Chain Professional, česky Certifikovaný profesionál dodavatelského řetězce

Znalosti potřebné ke zkouškám lze získat z učebních textů APICSu nebo v jeho kurzech. Texty, kurzy i zkoušky jsou v angličtině a platí se za ně dosti vysoké ceny. Zkoušky se skládají u autorizovaných partnerských organizací APICSu, které působí v různých zemích. V Česku tyto služby od roku 2013 nabízí firma Supply Chain Education s.r.o. se sídlem v Praze.
Vlastnictví certifikátu je výhodou při hledání zaměstnání, někdy je to přímo uvedeno mezi požadavky na uchazeče o práci. Časté je to zejména v USA. V Evropě jsou certifikáty APICS dobře zavedené ve Francii, Belgii, Holandsku, Itálii a Švýcarsku. V Česku není zatím povědomí o těchto certifikátech příliš běžné, ale mohou být výhodou ve výrobních podnicích se zahraničním vlastníkem, jichž je opravdu hodně.
Na rozdíl od školního vzdělání, kde záleží hlavně na teorii, je obsah kurzů APICS zaměřen silně prakticky. Složení zkoušek je poměrně náročné, protože seznam témat je rozsáhlý a jde se hodně do hloubky. Je nutné počítat s několikaměsíční přípravou. Díky tomu ale pak i v podniku, kde se certifikát přímo nevyžaduje, mohou získané znalosti jeho majiteli pomoci rychle vyniknout.
APICS není jediná organizace, která podobné certifikáty uděluje (viz přehledná tabulka v anglické Wikipedii). Patří ale spolu s americkým institutem ISM (Institute for Supply Management) mezi dvě nejvýznačnější.